# Nationalliga A (Schach) 2010
In der Saison 2010 der Schweizer Nationalliga A im Schach lieferten sich Titelverteidiger SG Zürich und die Schachfreunde Reichenstein ein Kopf-an-Kopf-Rennen um den Titel, das die Zürcher durch den Sieg im direkten Vergleich in der letzten Runde zu ihren Gunsten entschieden.
Aus der Nationalliga B waren der SK Bern und der SK Tribschen aufgestiegen, die beide abgeschlagen direkt wieder abstiegen.
Zu den gemeldeten Mannschaftskadern der teilnehmenden Vereine siehe Mannschaftskader der Schweizer Nationalliga A im Schach 2010.

## Abschlusstabelle
| Pl. | Verein                     | Sp | G | U | V | MP   | Brett-P.  |
| --- | -------------------------- | -- | - | - | - | ---- | --------- |
| 01. | SG Zürich (M)              | 9  | 8 | 1 | 0 | 17:1 | 46,0:26,0 |
| 02. | Schachfreunde Reichenstein | 9  | 6 | 1 | 2 | 13:5 | 44,0:28,0 |
| 03. | SG Winterthur              | 9  | 6 | 0 | 3 | 12:6 | 39,5:32,5 |
| 04. | Schachklub Luzern          | 9  | 5 | 2 | 2 | 12:6 | 39,0:33,0 |
| 05. | SG Riehen                  | 9  | 5 | 1 | 3 | 11:7 | 40,5:31,5 |
| 06. | Club d’Echecs de Genève    | 9  | 4 | 1 | 4 | 9:9  | 34,5:37,5 |
| 07. | Lausanne Le Joueur         | 9  | 4 | 0 | 5 | 8:10 | 36,0:36,0 |
| 08. | SV Wollishofen             | 9  | 2 | 2 | 5 | 6:12 | 32,5:39,5 |
| 09. | SK Bern (N)                | 9  | 1 | 0 | 8 | 2:16 | 27,5:44,5 |
| 10. | SK Tribschen (N)           | 9  | 0 | 0 | 9 | 0:18 | 20,5:51,5 |

## Entscheidungen
|     | Schweizer Meister: SG Zürich                           |
|     | Absteiger in die Nationalliga B: SK Bern, SK Tribschen |
| (M) | Meister der letzten Saison                             |
| (N) | Aufsteiger der letzten Saison                          |

## Kreuztabelle
| Ergebnisse | Ergebnisse                 | 01. | 02. | 03. | 04. | 05. | 06. | 07. | 08. | 09. | 10. |
| ---------- | -------------------------- | --- | --- | --- | --- | --- | --- | --- | --- | --- | --- |
| 01.        | SG Zürich                  |     | 4½  | 5   | 5½  | 5   | 6   | 5   | 4   | 6   | 5   |
| 02.        | Schachfreunde Reichenstein | 3½  |     | 5½  | 3½  | 4   | 5½  | 5   | 5½  | 5½  | 6   |
| 03.        | SG Winterthur              | 3   | 2½  |     | 4½  | 4½  | 5   | 2½  | 6½  | 5   | 6   |
| 04.        | Schachklub Luzern          | 2½  | 4½  | 3½  |     | 5   | 4   | 4½  | 4   | 5½  | 5½  |
| 05.        | SG Riehen                  | 3   | 4   | 3½  | 3   |     | 6   | 4½  | 5½  | 6   | 5   |
| 06.        | Club d’Echecs de Genève    | 2   | 2½  | 3   | 4   | 2   |     | 5½  | 4½  | 4½  | 6½  |
| 07.        | Lausanne Le Joueur         | 3   | 3   | 5½  | 3½  | 3½  | 2½  |     | 4½  | 4½  | 6   |
| 08.        | SV Wollishofen             | 4   | 2½  | 1½  | 4   | 2½  | 3½  | 3½  |     | 5   | 6   |
| 09.        | SK Bern                    | 2   | 2½  | 3   | 2½  | 2   | 3½  | 3½  | 3   |     | 5½  |
| 10.        | SK Tribschen               | 3   | 2   | 2   | 2½  | 3   | 1½  | 2   | 2   | 2½  |     |

## Die Meistermannschaft
| 1.            | SG Zürich |
| Schachfiguren | Christian Bauer, Yannick Pelletier, Lothar Vogt, Werner Hug, Filip Daniel Goldstern, Jörg Grünenwald, Marcel Hug, Norbert Friedrich, Viktor Kortschnoi, Lucas Brunner, Joachim Rosenthal. |